# Вовча Ущелина I

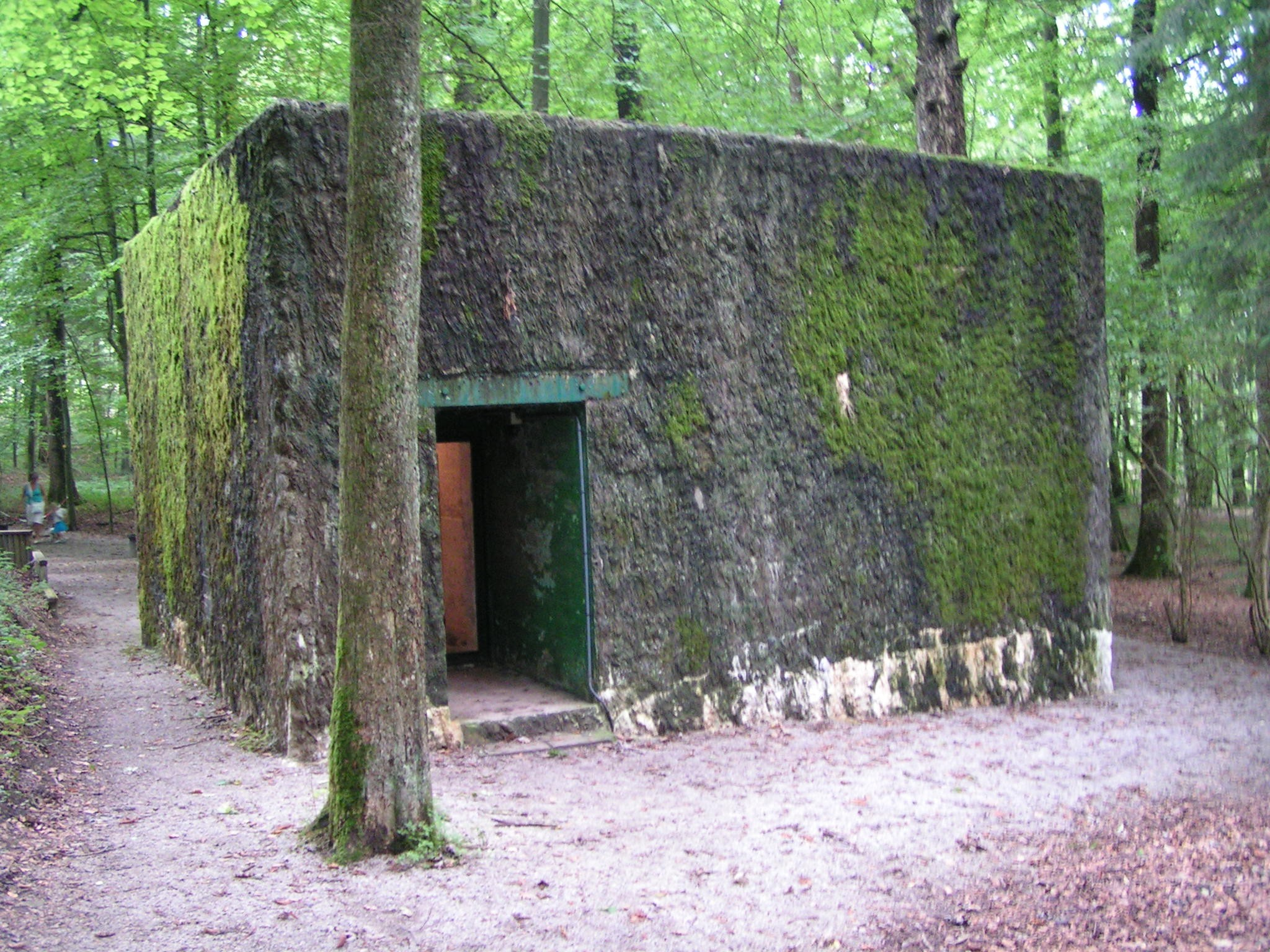
Один з двох бункерів, що входили до складу комплексу

Führerhauptquartier Wolfsschlucht I (Вовча ущелина) - кодова назва одного з військових штабів Адольфа Гітлера, розташованого у фермерському будинку бельгійського села Брюлі-де-Пеш, у муніципалітеті Кувен, неподалік від французького кордону. Він був окупований Гітлером з 6 по 24 червня 1940 року в очікуванні завершення битви за Францію.